# مارتين فيلهلم كوتا
مارتين فيلهلم كوتا هو عالم رياضيات الماني ولد في 3 نوفمبر 1867 وتوفي في 25 ديسمبر 1944.

## حياته
ولد مارتين فيلهلم كوتا في سيليزيا العليا. 
ودرس بجامعة بريسلا من 1885 إلى 1890، وواصل دراسته في ميونيخ حتى عام 1894.

## حياته العملية
أصبح مساعد للوالثر فرانز أنطون فون دايك عام 1898 ثم التحق بجامعة كامبريدج من 1899 إلى 1909 ثم عمل مرة أخرى كمساعد فون ديك في ميونيخ من 1909 إلى 1910 كان أستاذا مساعدا في جامعة فريدريش شيلر جينا. أصبح كوتا أستاذا في جامعة شتوتغارت في عام 1912 حيث عمل بها حتى تقاعده في عام 1935.

## إنجازاته
- شارك في وضع طريقة رونج-كوتا.
- أساليب رونج-كوتا
- المعادلات التفاضلية.
- شرط كوتا في الديناميكا الهوائية.

## وصلات خارجية
- O'Connor، John J.؛ Robertson، Edmund F.، "مارتين فيلهلم كوتا"، تاريخ ماكتوتور لأرشيف الرياضيات
- مارتين فيلهلم كوتا في شجرة علماء الرياضيات